# مانوئل گونسالس فلورس
مانوئل دل رفوخیو گونسالس فلورس (اسپانیایی: Manuel del Refugio González Flores‎ زاده ۱۸ ژوئن ۱۸۳۳ - درگذشته ۱۰ آوریل ۱۸۹۳) ژنرال نظامی و سیاستمدار لیبرال اهل مکزیک بود. وی از تاریخ ۱ دسامبر ۱۸۸۰ تا تاریخ ۳۰ نوامبر ۱۸۸۴ به عنوان ۳۶مین رئیس‌جمهور مکزیک خدمت نمود. وی همچنین از تاریخ ۳۱ مه ۱۸۸۵ تا تاریخ ۸ مه ۱۸۹۳ سمت فرمانداری گواناخواتو را برعهده داشت.